# Mehen
Mehen é um elemento presente na cultura egípcia; refere-se a um deus cobra que protegia Rá durante a jornada em que o deus tinha que lutar ou escapar de Apep, a grande serpente do mundo inferior (em algumas variações da lenda, Seti era quem protegia Rá. Pode ser que a adoração de Mehem tenha fundido com a de Seti). Mehen também se referia a um jogo de tabuleiro jogado pelos egípcios, mas ninguém sabe quem veio primeiro, o deus ou o jogo. O jogo era popular entre 3000 AC até 2300 AC, então proibido sob causa desconhecida, e retornou em 700 AC. As regras são desconhecidas pela arqueologia moderna.